# Seals de San Francisco (soccer)
Pour les articles homonymes, voir Seals de San Francisco.
Maillots
Les Seals de San Francisco (en anglais : San Francisco Seals) sont un ancien club américain de soccer, basé à San Francisco, en Californie, et fondé en 1992. Le club évolue durant son existence dans diverses ligues, oscillant entre la deuxième et la quatrième division. L'équipe joue ses rencontres au Negoesco Stadium de l'Université de San Francisco dans un uniforme noir, rouge et blanc.
Les Seals débutent comme l'équipe senior du San Francisco United Soccer Club, fondé en 1985. En 1992, l'équipe de jeunes du SFUSC commence la compétition sous le nom de « All Blacks » en USISL quand le CYSA, l'organisme régissant le soccer junior, verrouille le système d'échanges entre monde junior et monde senior. Dès sa première saison, la franchise domine le soccer sur la côte ouest américaine, remportant cinq titres de division, trois titres régionaux et accédant à trois finales de championnat. En 1997, les Seals sont honorés du titre de « Team of the Year » (Équipe de l'année) par USA Today après leur honorable parcours en coupe nationale, l'emportant contre des franchises de MLS.
En A-League jusqu'en 2000, les Seals arrêtent alors leur section professionnelle et retournent à la formation des jeunes. En 2006 et afin d'améliorer la qualité de sa formation, l'équipe de San Francisco rejoint la Premier Development League jusqu'à 2008 et sa dernière saison en tant qu'équipe de cette ligue. Depuis, la formation des jeunes de six à vingt-trois ans est redevenue la priorité.

## Histoire

### La découverte du professionnalisme
Le San Francisco United Soccer Club (SFUSC) est un club de soccer junior fondé en 1985. Réunissant les plus grands talents de la baie de San Francisco, le SFUSC devient rapidement un grand club pour la formation de jeunes en Californie. En 1990, la formation remporte le championnat d'état des California Youth Soccer Associations (CYSA). Après ce succès, l'équipe remporte le titre pour la région IV avant d'accéder à la finale nationale de la Coupe McGuire. Mais la prépondérance du SFUSC soulève des réactions négatives de la part d'autres clubs de jeunes provenant de la Californie du Nord et en 1992, la CYSA-North déterminent de nouvelles règles afin de bloquer l'accès de l'équipe aux compétitions locales. C'est alors que le SFUSC décide d'aller au-delà des compétitions régionales et d'intégrer la USISL, organisation d'envergure nationale régissant des ligues amateures et professionnelles.
En 1992, le SFUSC créé sa propre équipe senior, connue sous le nom de San Francisco All-Blacks, tiré de l'uniforme entièrement noir de leurs joueurs, et entre dans la USISL. Après un bilan de sept victoires et sept défaites dans sa saison inaugurale avec de nombreux jeunes (moins de 19 ans principalement), la franchise devient une puissance au niveau national. Ainsi, en 1993, 1994 et 1995, les All Blacks s'illustrent brillamment dans la conférence Pacifique, remportant même le titre régional en 1995 lui donnant la chance de participer aux finales nationales à Richmond. L'année suivante, l'équipe change de nom et devient les San Francisco Bay Seals. Ils remportent les titres de la conférence Ouest et de la région en 1996 et 1997, se rendant ainsi aux finales nationales ces deux années. En 1998, les Seals intègrent la seconde division, la A-League. Les Seals changent de nouveau d'identité quand, en 2000, le SFUSC vend la franchise à un nouveau propriétaire qui baptise l'équipe Bay Area Seals. Malheureusement, cette saison sera la dernière puisque la franchise est dissoute à la fin de cette même année.
Durant ces années de professionnalisme, les Seals remportent donc trois titres de champions de leur division (1994, 1995 et 1997) et connaissent un parcours historique lors de la US Open Cup 1997. En effet, après avoir éliminé les Seattle Sounders (A-League), ils sortent de la compétition deux franchises de Major League Soccer, les Kansas City Wizards puis les San Jose Clash afin d'accéder à la demi-finale qui est ultimement perdue contre le DC United.

### Nouveau départ en PDL
Après plusieurs années en dehors des compétitions nationales, les premiers propriétaires du club décident, en 2006, de retrouver une équipe senior qui est alors intégrée à la Premier Development League sous le nom de San Francisco Seals. Leur retour est plutôt positif puisque quatre victoires interviennent dans les six premières rencontres, avec notamment une victoire importante par 3-1 contre le California Gold. Malgré tout, la fin de saison est moins probante, l'équipe connaissant une série de mauvais résultats empêchant une qualification pour les phases finales du championnat. L'année suivante amène autant d'inconstance et la franchise termine à une sixième place, insuffisante pour aller en séries. En 2008, portée par son attaquant Kellan Wilson, l'équipe connaît de bons débuts mais n'arrive pas à se qualifier pour la Lamar Hunt US Open Cup 2008. La fin de saison est à l'image des précédentes et la place en phase finale n'est pas obtenue, les Seals se contentant d'une quatrième place, à seulement deux points des séries éliminatoires.
En décembre 2008, les Seals annoncent qu'en raison de la disparition de leur rival local, les San Jose Frogs et des difficultés économiques en Californie, aucune équipe ne sera présentée en PDL pour la saison 2009.
Depuis 2009, les San Francisco Seals ne disposent plus d'équipe fanion et se concentrent sur la formation de jeunes.

### Historique du logo

Logo de 1996 à 1999
Logo en 2000
Logo depuis 2006

### Palmarès
| Compétitions nationales |
| - En USISL D-3 Pro League : - Champion de la West Division en 1997 - En USISL Premier League : - Vainqueur de la saison régulière en 1995 - Champion de la Western Division en 1995 - En USISL : - Champion de la Pacific Division en 1994 |

## Saisons
| Année     | Nom                             | Ligue                | Niveau     | Saison régulière     | Séries                        | Affluence | US Open Cup  |
| --------- | ------------------------------- | -------------------- | ---------- | -------------------- | ----------------------------- | --------- | ------------ |
| 1992      | San Francisco All Blacks        | USISL                | [ note 1 ] | 3e, Pacific          | Non qualifié                  |           | Non inscrit  |
| 1993      | San Francisco United All Blacks | USISL                | [ note 1 ] | 3e, Pacific          | Finale de division            |           | Non inscrit  |
| 1994      | San Francisco United All Blacks | USISL                | 3          | 1er, Central         | Demi-finale de division       |           | Non inscrit  |
| 1995      | San Francisco United All Blacks | USISL Premier League | [ note 1 ] | 1er, Central         | Troisième place               |           | Non inscrit  |
| 1996      | San Francisco Bay Seals         | USISL Premier League | 4          | 2e, Western Northern | Finaliste                     | 425       | Non qualifié |
| 1997      | San Francisco Bay Seals         | USISL D-3 Pro League | 3          | 1er, West            | Demi-finale                   | 367       | Demi-finale  |
| 1998      | San Francisco Bay Seals         | A-League             | 2          | 6e, Pacific          | Non qualifié                  | 427       | Non qualifié |
| 1999      | San Francisco Bay Seals         | A-League             | 2          | 6e, Pacific          | Non qualifié                  | 871       | Non qualifié |
| 2000      | Bay Area Seals                  | A-League             | 2          | 5e, Pacific          | Quart de finale de conférence | 979       | Non qualifié |
| 2001–2005 | En hiatus                       | En hiatus            | En hiatus  | En hiatus            | En hiatus                     | En hiatus |              |
| 2006      | San Francisco Seals             | USL PDL              | 4          | 4e, Southwest        | Non qualifié                  | 172       | Non qualifié |
| 2007      | San Francisco Seals             | USL PDL              | 4          | 6e, Southwest        | Non qualifié                  | 180       | Non qualifié |
| 2008      | San Francisco Seals             | USL PDL              | 4          | 4e, Southwest        | Non qualifié                  | 157       | Non qualifié |

## Personnel

### Joueurs notables
| - Junior Burgos - Rawlston Masaniai - Espen Baardsen | - CJ Brown - Troy Dayak - Joe Enochs | - Stefan Frei - Steve Purdy - Brandon McDonald | - Luke Sassano - Tuka Tisam |

### Entraîneurs
- Paul Aigbogun (2006–2008)

## Stades

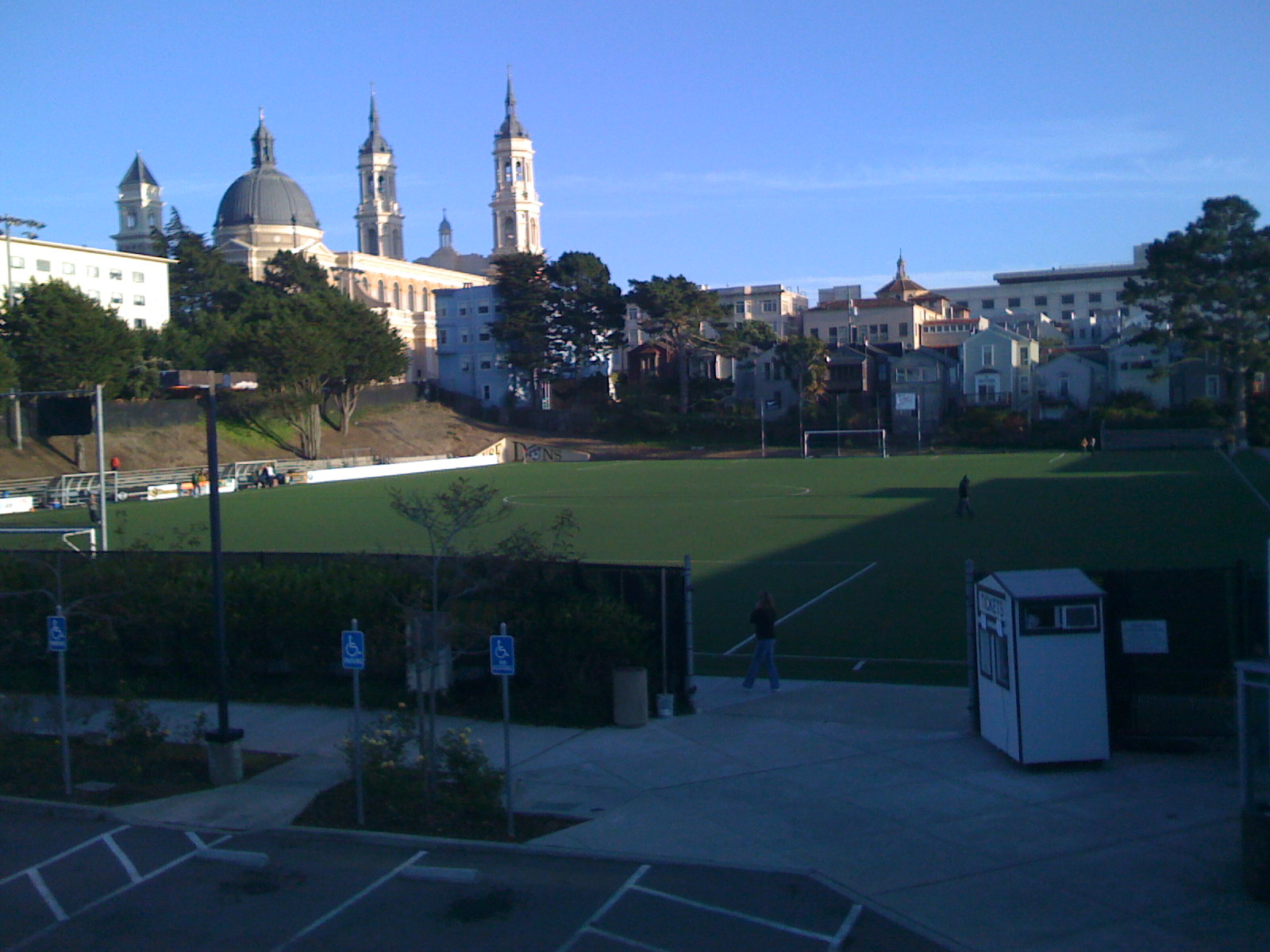
Le dernier stade des Seals, le Negoesco Stadium

- Negoesco Stadium, San Francisco (2006–2008)
- Stade du College of Alameda, Alameda : une rencontre (2006)
- Stade sur Treasure Island, San Francisco : une rencontre (2006)
- Stade de la Livermore High School, Livermore : une rencontre (2006)
- Stade de la San Marin High School, Novato : une rencontre (2007)
- Stade de la Clayton Valley High School, Concord : une rencontre (2007)
- Stade du Chabot College, Hayward : une rencontre (2008)